# Hylocereus minutiflorus
Hylocereus minutiflorus är en kaktusväxtart som beskrevs av Nathaniel Lord Britton och Joseph Nelson Rose. Hylocereus minutiflorus ingår i släktet Hylocereus och familjen kaktusväxter. Inga underarter finns listade i Catalogue of Life.

## Bildgalleri

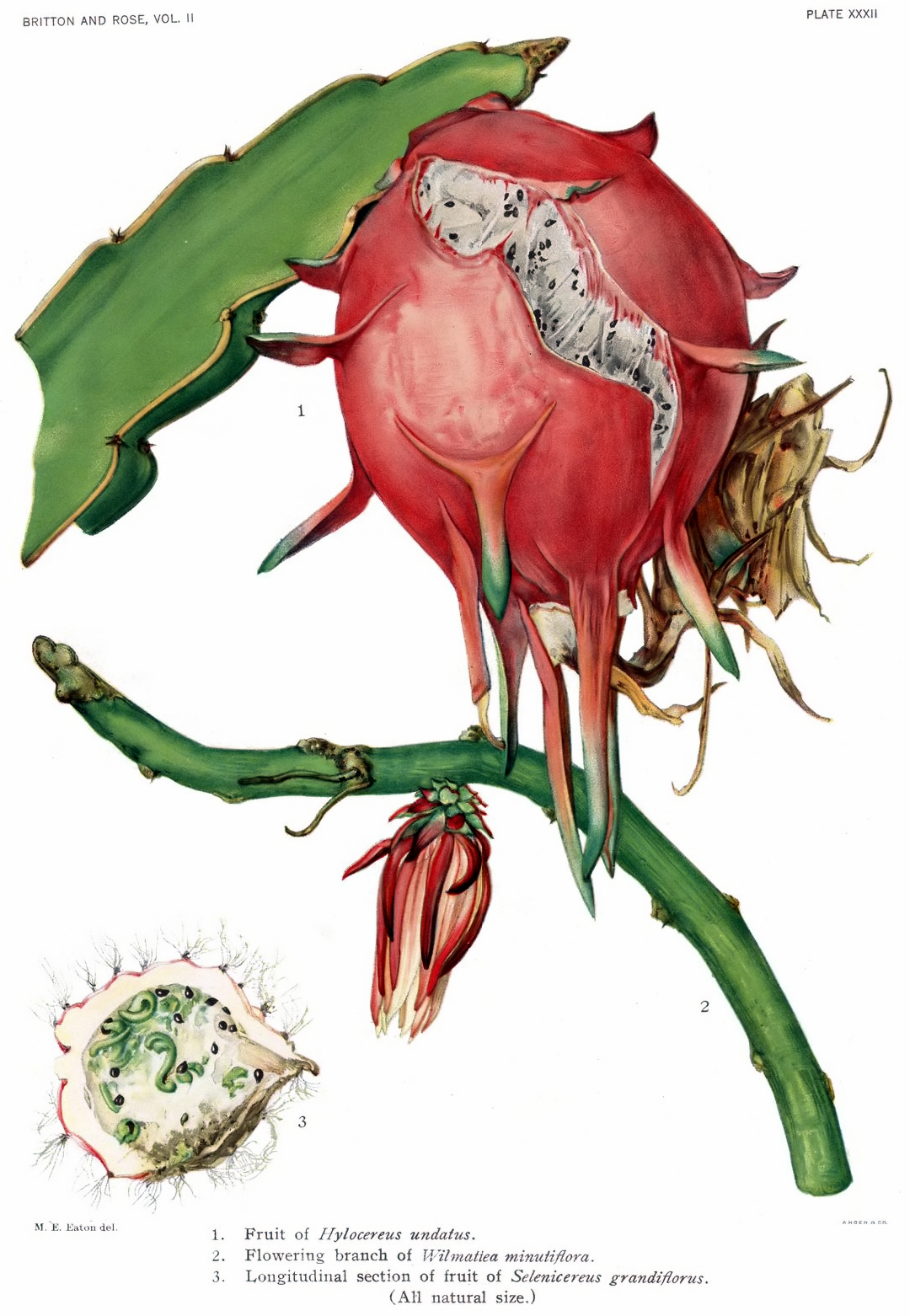